# 6111铝合金
6111是一种用于汽车覆盖件的鋁合金。其有利的特性包括耐腐蚀性和耐析出硬化。6111铝合金薄板的再结晶织构主要由两种织构组分构成。